# Vima Kadphises
Vima Kadphises (Kushan Lengua: Οοημο Καδφισης, Temprano chino Medio: 阎膏珍 pron. jiam-kaw-trin) fue un emperador kushán de aproximadamente 90–100 CE. Según la inscripción Rabatak, era hijo de Vima Takto, y padre de Kanishka.

## Gobierno
El emperador Vima Kadphises expandió el territorio kushán en Afganistán, Pakistán y el noroeste de India.
Fue el primer emperador kushán en introducir monedas de oro, además de las ya existentes de cobre y plata. La mayoría del oro parece haberse obtenido a través de comercio con el Imperio Romano. El peso estándar de oro de aproximadamente ocho gramos corresponde al de las monedas romanas del siglo I. Los lingotes de oro romanos serían fundidos y utilizados para las acuñaciones kushán, en tres denominaciones: el doble estatero, el estatero, y el cuarto de estatero (o dinar).

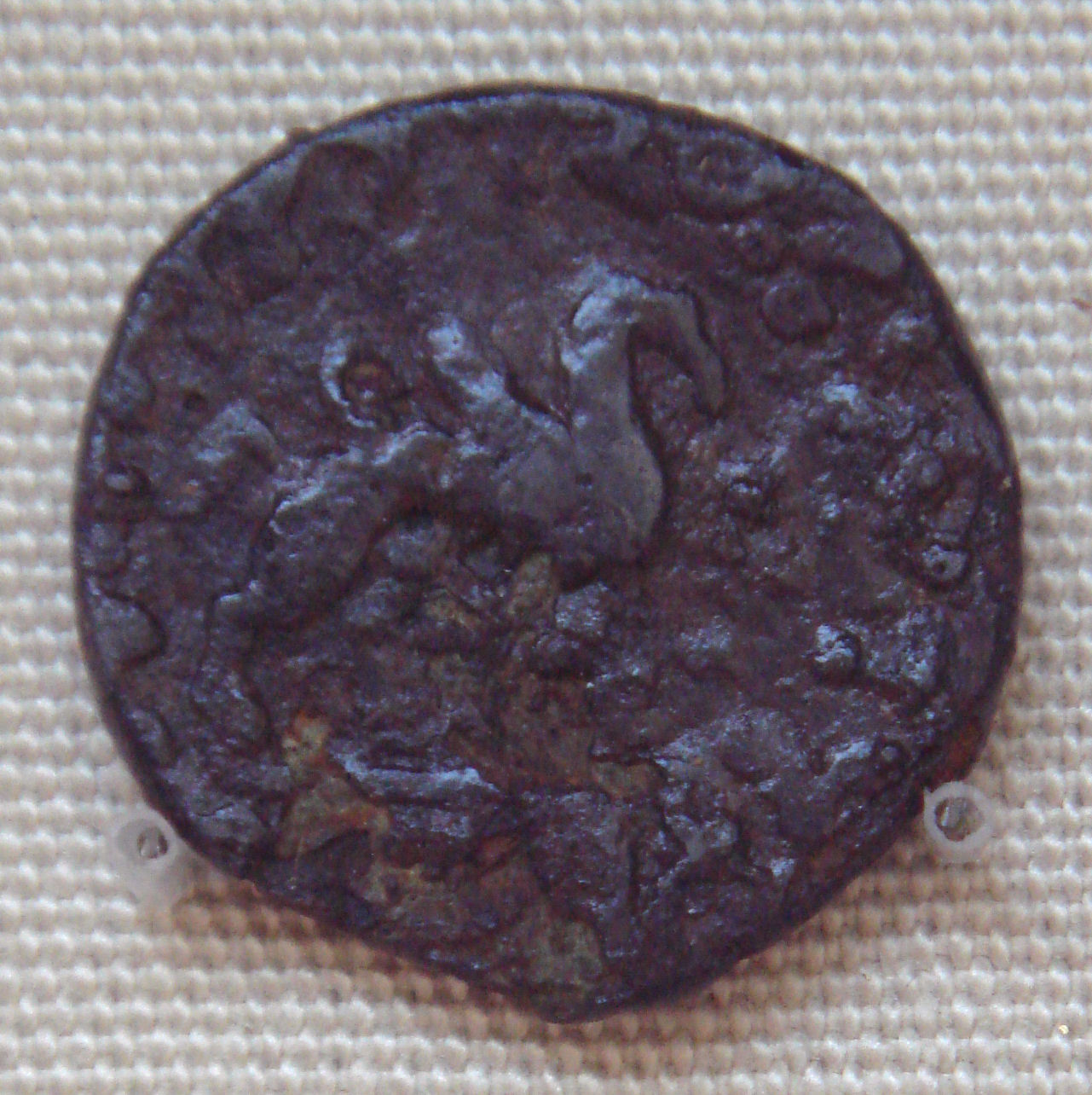
Moneda de bronce de Vima Kadphises con un camello, encontrado en Khotan.

El uso de oro atestigua la prosperidad del Imperio kushán en tiempo de Vima, siendo el centro del comercio entre la Dinastía Han de China (donde Vima era conocido como 阎膏珍), Asia Central y Alejandría y Antioquía en el oeste. Los kushán eran capaces de mantener y proteger la Ruta de la Seda, permitiendo el movimiento de seda, especias, textiles o medicinas entre China, India y el oeste. En particular, muchos bienes fueron enviados por barco al imperio Romano, creando un flujo de regreso de monedas de oro, vino griego y esclavos. Los trabajos de artes eran también importados desde todas las direcciones, como indican la variedad y calidad de los artefactos encontrados en la capital kushán de verano de Bagram en Afganistán. Un fuerte sincretismo artístico fue estimulado, como el indicado por el Arte greco-budista de Gandhara.
La historia romana relata la visita de embajadores de los reyes indios a la corte de Trajano (98–117 CE), llevando regalos y cartas en griego, enviados por Vima Kadphises o su hijo Kanishka.
La mayoría de las monedas de Vima presentan el símbolo budista del Triratana en el reverso (o posiblemente el símbolo de Shiva para Nandi, el Nandipada), junto con representaciones hindúes de Shiva, con o sin su toro. A menudo, un Trishul está descrito junto con Shiva.